# Aeroportul Greater Southwest
Aeroportul Greater Southwest (IATA: GSW, ICAO: KGSW, FAA LID: GSW) este un aeroport din Fort Worth, Texas, Comitatul Tarrant, Texas, Texas, Statele Unite ale Americii.
Situat la o altitudine de 173 m, aeroportul dispune de o singură pistă.